# Rix (Nièvre)
Rix ist eine französische Gemeinde mit 153 Einwohnern (Stand: 1. Januar 2022) im Département Nièvre in der Region Bourgogne-Franche-Comté. Sie gehört zum Arrondissement Clamecy und zum Kanton  Clamecy. 

## Geographie
Rix liegt etwa 55 Kilometer nordnordöstlich von Nevers. Nachbargemeinden von Rix sind Clamecy im Norden und Osten, Villiers-sur-Yonne im Osten und Südosten, Ouagne im Südosten sowie Breugnon im Westen.

## Bevölkerungsentwicklung
| Jahr                       | 1962 | 1968 | 1975 | 1982 | 1990 | 1999 | 2006 | 2011 | 2016 |
| Einwohner                  | 116  | 82   | 103  | 197  | 206  | 181  | 198  | 188  | 157  |
| Quellen: Cassini und INSEE |      |      |      |      |      |      |      |      |      |

## Sehenswürdigkeiten
- Kirche Saint-Pierre-aux-Liens